# Hôtel de Noirat
L'hôtel de Noirat  est un ancien hôtel particulier qui était situé  dans le 4e arrondissement de Paris démoli en 1939 dont un fronton inscrit monument historique en 1926 a été préservé.

## Histoire
L'hôtel construit au début du  XVIIe siècle appartenait en 1631 à Claude de Laubespine, baron de Noirat.
Il jouxtait l’hôtel de Ligny construit vers 1608 dont la façade était située 47 rue des Francs-Bourgeois.
L’hôtel fut acheté en 1824 par Madame Julie Gombault veuve Polissart propriétaire de l’hôtel de Ligny qui fit réunir les cours des deux hôtels par un passage à travers les 2 ailes mitoyennes en fond de cours et construire des bâtiments à usage de boutiques en bordure des anciens jardins rue des Hospitalières-Saint-Gervais. L’ensemble fut acheté à la fin du XIXe siècle par une compagnie d’assurances qui fit démolir en 1939 les deux hôtels pour une opération immobilière.

## Description
L’hôtel comprenait un corps de logis de quatre travées sur quatre étages, une aile mitoyenne avec l’hôtel de Ligny et un grand corps de logis fermant la cour et donnant à l’arrière sur un jardin également mitoyen avec celui de l’hôtel de Ligny. Ces jardins furent réduits par l’ouverture de la rue des Hospitalières-Saint-Gervais en 1817 puis par la construction de bâtiments sur cette rue (actuellement n° 5) et transformés en cour. La façade sur jardin était ornée d’un cadran solaire surmonté  d'un fronton.
Ce cadran solaire et le fronton sont remontés sur le mur pignon du bâtiment de l’imprimerie des Compagnons du Devoir construit de 1950 à 1955, au no 80, rue de l’Hôtel-de-Ville, dans le cadre de la rénovation de l’Îlot insalubre n° 16 sous la direction d’Albert Laprade.

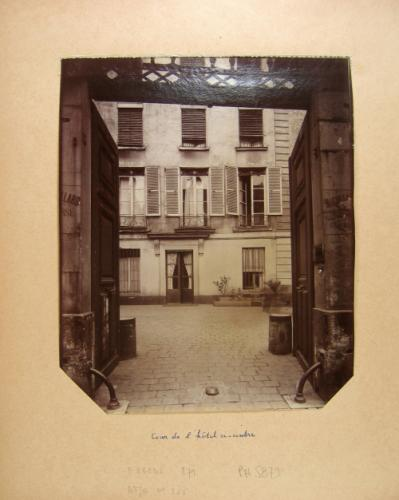
Cour photo Eugène Atget.
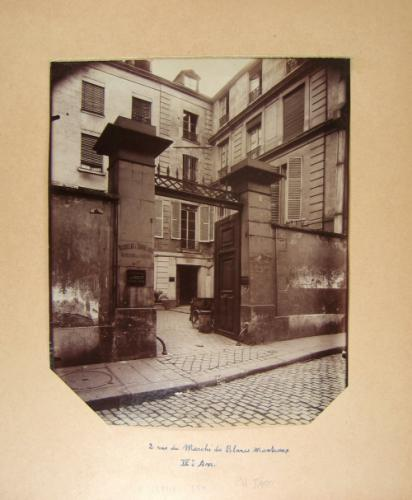
Portail photo Eugène Atget.
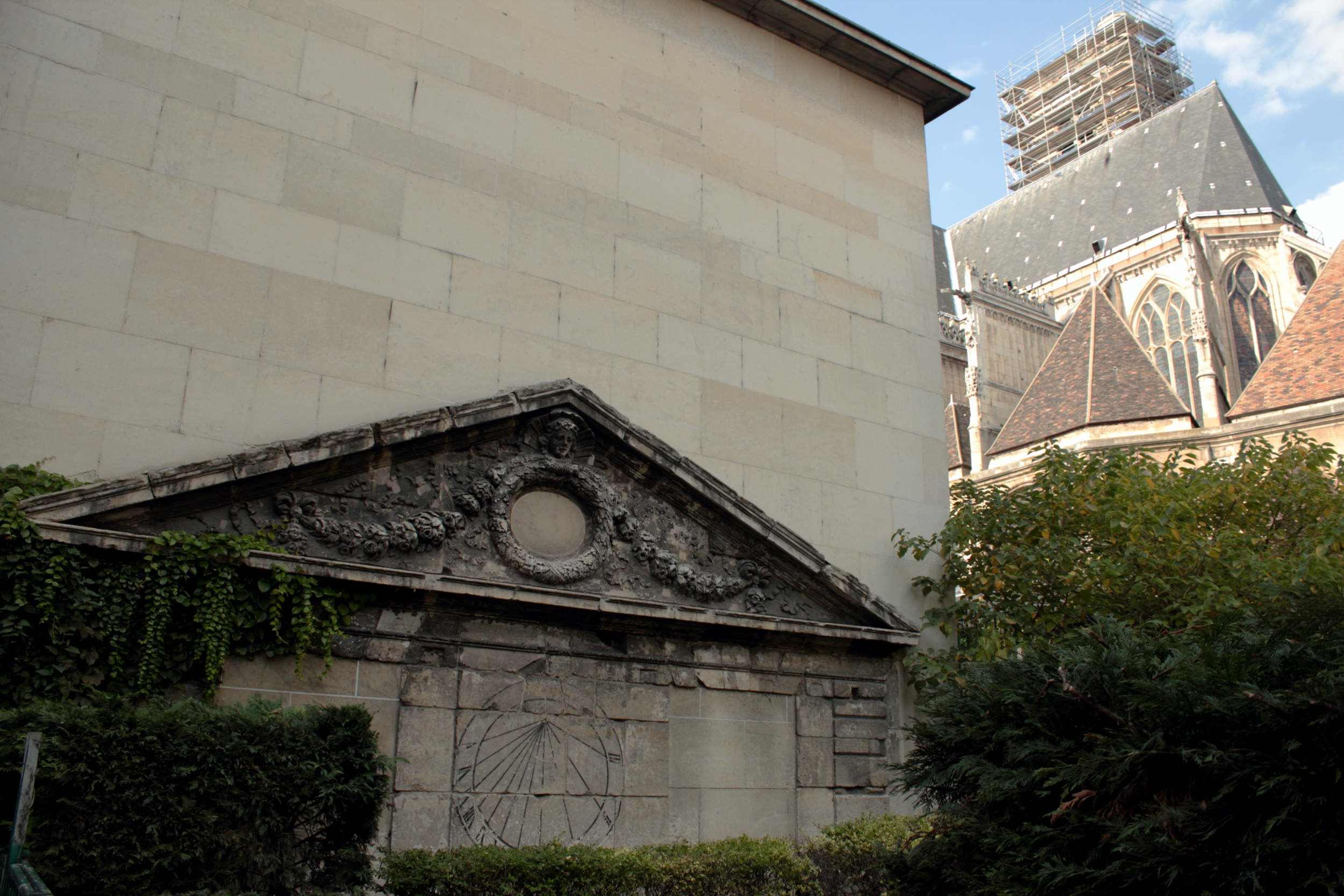
Portail et cadran solaire remontés rue de l'Hôtel-de-Ville.